# Dolac
Dolac, település Szerbiában, a Raškai körzet Novi Pazar községében.

## Népessége
- 1948-ban 207 lakosa volt.
- 1953-ban 218 lakosa volt.
- 1961-ben 221 lakosa volt.
- 1971-ben 189 lakosa volt.
- 1981-ben 147 lakosa volt.
- 1991-ben 112 lakosa volt.
- 2002-ben 87 lakosa volt, akik mindannyian szerbek.